# Les Cadets de Gascogne (film, 1950)
Pour les articles homonymes, voir Les Cadets de Gascogne.
Pour plus de détails, voir Fiche technique et Distribution.
Les Cadets de Gascogne (I cadetti di Guascogna) est une comédie de bidasses italienne réalisée par Mario Mattoli et sortie en 1950.
Le film s'inspire de la chanson à succès du même nom I cadetti di Guascogna, composée en 1949 par Larici et Rastelli, avec une musique du maestro Armando Fragna (it) et chantée par Clara Jaione (it).
La musique de la bande originale est interprétée par l'Orleans Jazz Band, avec Luciano Sangiorgi au piano. La partie vocale est confiée au ténor Ferruccio Tagliavini qui chante le morceau de Donizetti tiré de L'elisir d'amore, Una furtiva lagrima.
Il s'agit du premier film dans lequel apparaît Ugo Tognazzi, alors âgé de 28 ans mais déjà connu en tant que comédien de revues théâtrales.

## Synopsis
Deux jeunes hommes, Ugo et Walter, sont amoureux de la même fille, Vittoria. Le père de cette dernière, pour la libérer des deux, l'envoie dans la ville de Bracciano, dans la pension de sa tante Adelina. Mais, aussi étrange que cela puisse paraître, les deux jeunes hommes partent ensemble au service militaire en direction de Bracciano, où ils vont retrouver la jeune femme.
Après diverses insistances, ils parviennent à obtenir un rendez-vous avec elle. Avant le rendez-vous, une bagarre éclate avec les autres camarades du régiment, ce qui fait qu'Ugo et Walter sont remis à la caserne. D'où l'idée d'envoyer au rendez-vous leur ami, le soldat Nino, qui, en rencontrant la jeune fille, a le coup de foudre.
Ugo et Walter tentent alors de discréditer leur rival en répandant la rumeur d'une autre histoire d'amour que Nino entretient avec une « soubrette », en réalité la sœur de Nino, en ville pour un spectacle. Mais à cause du comportement d'Ugo et de Walter, le spectacle est annulé. Cependant, les deux repentis parviennent, avec l'aide de la compagnie, à en monter une autre, Les Cadets de Gascogne (I cadetti di Guascogna en VO), avec la participation extraordinaire du ténor Tagliavini.
Le film se termine dans une réconciliation générale et une issue heureuse aux problèmes rencontrés.

## Fiche technique
- Titre original : I cadetti di Guascogna[1]
- Titre français : Les Cadets de Gascogne[2],[3]
- Réalisateur : Mario Mattoli
- Scénario : Vittorio Metz, Marcello Marchesi, Age-Scarpelli
- Photographie : Aldo Tonti
- Montage : Giuliana Attenni
- Musique : Orleans Jazz Band
- Décors : Leonidas Marcolis
- Société de production : Excelsa Film
- Pays de production : Italie
- Langue originale : italien
- Format : Noir et blanc - 1,37:1 - Son mono - 35 mm
- Durée : 90 minutes
- Genre : Comédie militaire
- Dates de sortie :
  - Italie : 27 septembre 1950

## Distribution
- Ugo Tognazzi : Ugo Bossi
- Walter Chiari : Walter Maltoni
- Mario Riva : Mario Cantoni
- Riccardo Billi : Riccardo Bolletta
- Carlo Campanini : sergent
- Virgilio Riento : Angelo Donati
- Fulvia Mammi : Vittoria Donati
- Ada Dondini : Tante Adelina
- Diana Dei : Caterina
- Gianni Musy (sous le nom de « Gianni Glori ») : Nino Quaranta
- Eveline Saffi : Dea Nuccis
- Alberto Sorrentino : Gegé Pagnottella
- Alda Mangini : Bice
- Totò Mignone : l'un des Valselli, propriétaires du cinéma
- Italo Clerici : l'un des Valselli, propriétaires du cinéma
- Carlo Croccolo : Pinozzo
- Alfredo Rizzo : compagnon d'armes
- Enzo Garinei : camarade Enzo
- Aldo Tarantino : compagnon d'armes
- Nerio Bernardi : colonel
- Federico Collino : facteur
- Nando Barbieri :
- Ferruccio Tagliavini : lui-même
- Luciano Sangiorgi : lui-même
- Aldo Giuffré : caporal (non crédité)
- Arnoldo Foà : (non crédité)